# Natalis de Wailly
Natalis de Wailly (Mézières, 10 maggio 1805 – Parigi, 4 dicembre 1886) è stato un archivista, bibliotecario e storico francese.

## Biografia
Figlio del grammatico Noël-François De Wailly Jean-Noël, detto Natalis de Wailly, fece i suoi studi al Lycée Henri-IV dove suo zio era provveditore.
Entrò all'Archivio Reale quando Pierre Daunou ne riprese la direzione nel 1830. SI occupò delle sezioni amministrativa e demaniale e poi di quella storica. Nel 1841, come capo della Sezione Amministrativa, redasse una circolare ministeriale, emanata dal conte Tanneguy Duchâtel, ministro dell'Interno, dove si fissava un quadro di classificazione nel quale i documenti dovevano essere raggruppati a seconda della natura dell'istituzione che li aveva conservati, formulando così il principio deetto del rispetto dei fondi (respect des fonds): spesso fino ad allora gli archivi erano stati infatti organizzati per soggetto o in ordine cronologico.
Nel 1854 fu nominato capo del dipartimento dei manoscritti della Bibliothèque impériale, carica che resse fino al pensionamento. Si deve a lui la sostituzione dell'antico inventario di Nicolas Clément che risaliva la 1682. I suoi principi di catalogazione sono ancora utilizzati: nuova collocazione dei manoscritti francesi, integrazione tra i manoscritti francesi e latini dei fondi provenienti da abbazie, conventi e collegiate parigini e delle raccolte sequestrate ai privati durante la Rivoluzione, creazione di serie distinte per i manoscritti in lingue diverse dal francese e dalle lingue antiche .
Tutto ciò permise di iniziare la pubblicazione degli inventari a stampa che furono pubblicati a partire dal 1860.
Oltre a queste attività fu anche membro, fin dal 1841, dell'Académie des Inscriptions et Belles-Lettres oltre che di altre società di eruditi (per es. Société de l'histoire de France, Société des anciens textes français, Comité des travaux historiques et scientifiques).
Tra il 1854 e il 1857 fu pure direttore della prestigiosa École des chartes.
Fu pure un importante paleografo e pubblicò edizioni critiche di cronache medievali (per es. Goffredo di Villehardouin e Joinville).

## Opere

### Monografie
- Éléments de paléographie, Paris, Imprimerie royale, 1838, 2 vol. - vol.1 : XII-716 p. &  vol.2 : IV-452 p.
- Mémoire sur des fragments de papyrus écrits en latin, Paris, Imprimerie royale, 1842
- Mémoire sur la date et le lieu de naissance de Saint Louis, Paris, Imprimerie royale, 1847
- Mémoire sur Geoffrey of Paris, Paris, Imprimerie royale, 1849
- Mémoire sur les variations de la livre tournois depuis le règne de Saint Louis jusqu'à l'établissement de la monnaie décimale,  Paris, Imprimerie royale, 1857
- Recherches sur le système monétaire de Saint Louis,  Paris, Imprimerie royale, 1857
- Mémoire sur la langue de Joinville, Paris, Librairie A. Franck, 1868
- Histoire de Saint Louis, suivie du Credo et de la lettre à Louis X, Paris, Éditions Mme veuve de Jules Renouard, 1868, XLIV-411, .
- Recueil de chartes en langue vulgaire provenant des archives de la Collégiale de Saint-Pierre-d'Aire, Paris, 1870

### Articoli
- Notice sur six manuscrits contenant l'ouvrage anonyme publié en 1837 par M. Louis Paris sous le titre de Chronique de Rains, Notices et extraits des manuscrits de la Bibliothèque nationale et autres bibliothèques, 24:2, 1876, p. 289-340

### Documenti corretti e commentati
- Récits d'un ménestrel de Reims au treizième siècle, publiés pour la Société de l'histoire de France, Paris : Renouard, 1876, vi+lxxi+332 p.
- Histoire de la conquête de Constantinople par Geoffroi de Ville-Hardouin, avec la continuation de Henri de Valenciennes : Texte rapproché du français moderne par Natalis de Wailly, Paris : Firmin-Didot, 1882